# Sachiurta (Kraj Zabajkalski)
Sachiurta (ros. Сахюрта) – wieś w Rosji, w Kraju Zabajkalskim, w rejonie agińskim Agińskiego Okręgu Buriackiego. W 2010 liczyła 1005 mieszkańców, głównie Buriatów.